# Грозненский нефтяной район

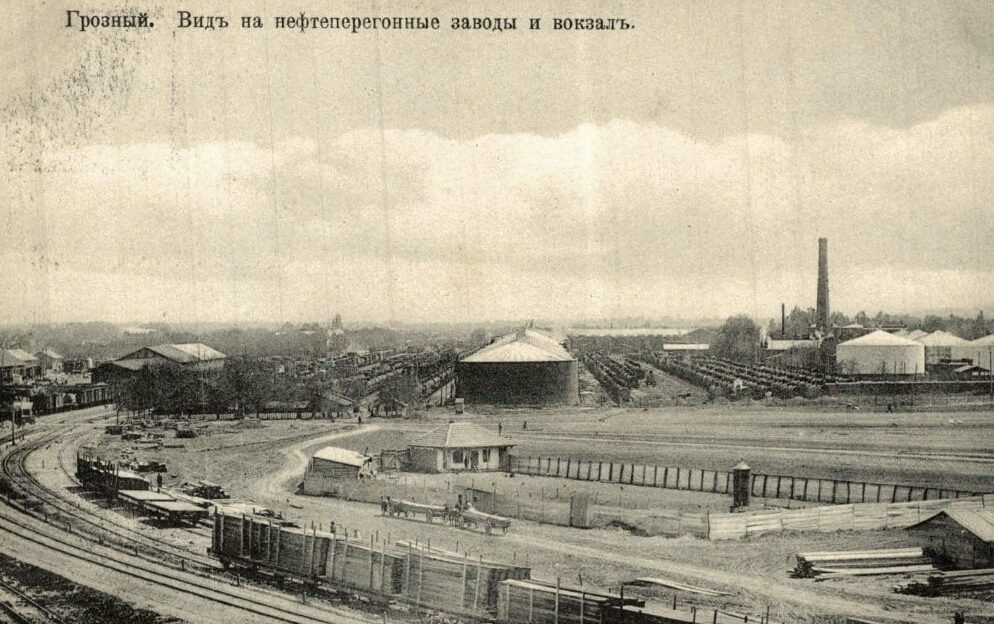
Вид на нефтеперегонные заводы и вокзал. 1910 — 1915 гг.

Грозненский нефтяной район (Грозненский нефтепромышленный район) — один из крупнейших районов нефтяной добычи и промышленности на территории Российской империи, а затем СССР. Находится близ города Грозный (Чечня). В начале XX века район относился к числу крупнейших нефтедобывающих центров мира. На территории грозненского нефтяного района работали Нефтеперерабатывающий завод имени А. Д. Шерипова и Грозненский нефтеперерабатывающий завод, уничтоженные в 1999 года во время Второй Чеченской Войны.

## История

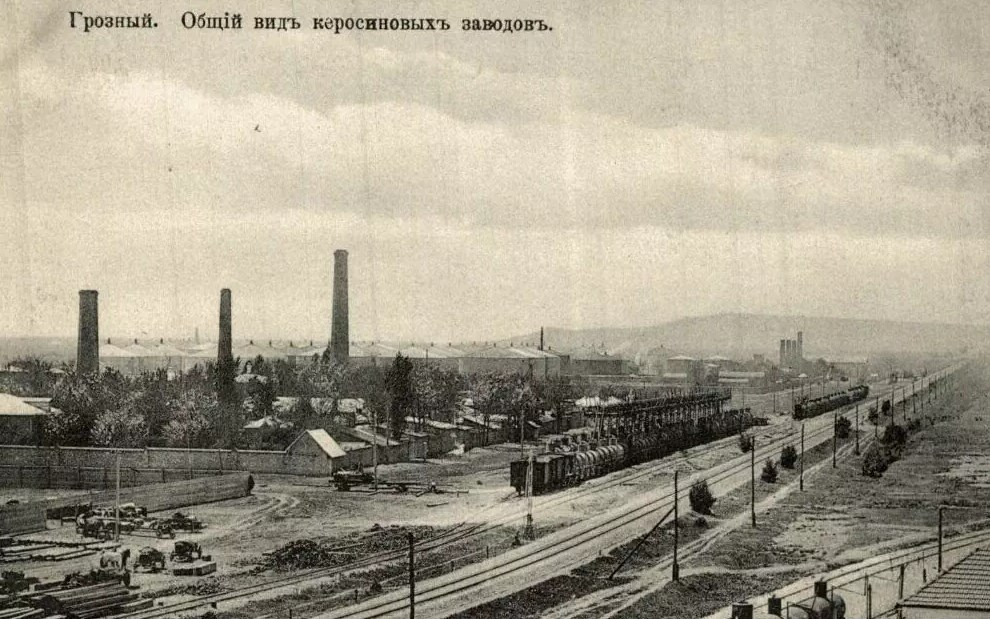
«Общий вид на керосиновые заводы. Грозный, 1910-е года».

Выходы нефти на поверхность земли на Северном Кавказе были замечены задолго до начала промышленного освоения нефтяных месторождений на склонах сравнительно невысоких Терского и Сунженского хребтов. Издавна местные жители собирали тут нефть, которая использовалась для хозяйственных нужд, лечебных и военных целей. Нефтью смазывали оси подвод, лечили людей и животных, её сжигали в светильниках и т. д.
В XIX веке на Грозненском хребте была найдена целая группа месторождений. Нефть добывали из колодцев не более двух аршин в глубину, откуда её просто вычерпывали ведром.
С 1811 года нефтяные колодцы сдаются на откуп. Таким откупщиком первоначально являлся Моздокский полк, а с 1838 года все нефтяные источники переходят в собственность Кавказского линейного войска. Это войско сдавало нефтяные колодцы купцам-откупщикам, разбогатевшим казакам и другим предпринимателям. С 1833 по 1860 годы таким способом освоили примерно 140 тысяч пудов нефти.
Николай Шипов в своей книге «История моей жизни» писал:
В это время объявлены были торги на казённые нефтяные колодцы, находящиеся в горах близ крепости Грозной. Сухоруков пожелал снять эти колодцы и поручил мне сначала съездить на торги в Ставрополь, а потом на самые колодцы и заняться нефтяным делом. Это было в начале 1836 года. Для своей лавки я нанял приказчика и его, вместе с моею женою, оставил торговать, а сам отправился исполнять приказания Сухорукова.

На торгах нефтяные колодцы остались за Сухоруковым, и я поехал в Грозную крепость; здесь принял от полковника колодцы, распорядился с рабочими по переливке нефти из колодцев в бочки и приказал отправить её в склад на станцию Наур, куда чрез несколько времени прибыл и я, для следования с нефтью на ярмарки — в Моздок, Екатериноград и Егорьевск. На этих трёх ярмарках мною продано было нефти довольно много и выгодно. После того я возвратился в Пятигорск с отчётом Сухорукову, который остался мною доволен и просил меня найти мастера для выгонки из чёрной нефти белой. Мастер скоро отыскался, и он принялся за дело при нефтяном складе в станице Наур.
В 1885 году нефтедобыча, которая в то время осуществлялась кустарным способом, достигла 77 тысяч пудов (1 пуд = 16,3 кг). За серьёзное исследование грозненской нефти взялись учёные. Среди них был и выдающийся русский химик Д. И. Менделеев. Началось промышленное освоение Грозненского нефтяного района. В 1892 году было добыто 450 тысяч пудов нефти. Грозненские промыслы занимали второе место по производительности в стране.

## Описание

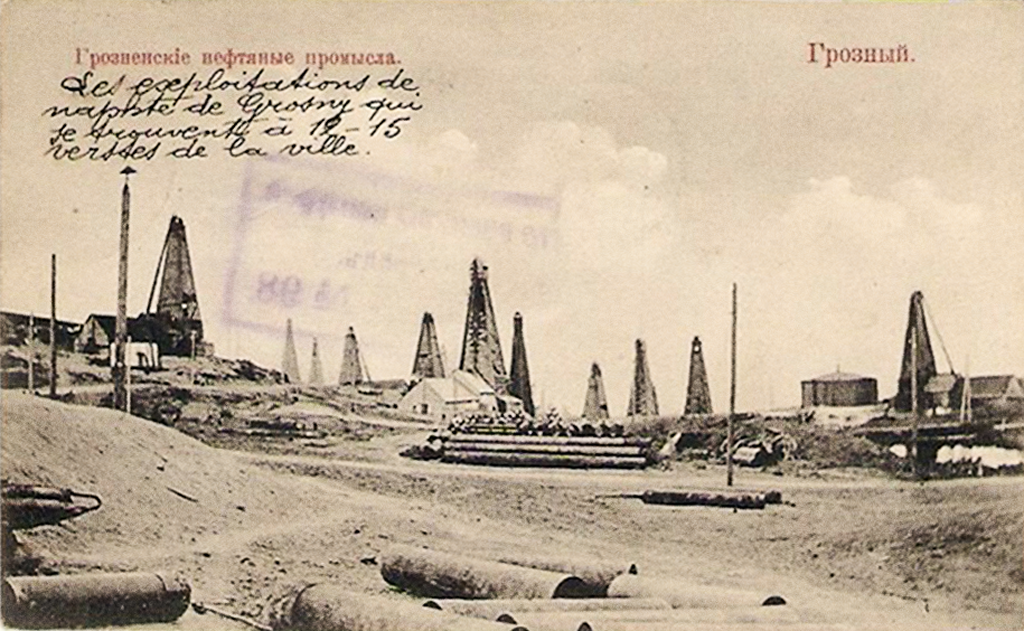
Грозненские нефтяные промыслы 1910 год.

На долю фирм группы «Шелл» приходилось — 50,97 млн (46,2 %), группы «Ойл» — 29,19 млн (26,5 %), фирмы «Ахвердов и К» — 18,27 млн (16,6 %) и Челекено — Дагестанского общества — 4,38 млн пудов (4 %) (последние две фирмы из группы «Товарищество братьев Нобель»). Все остальные фирмы, вместе взятые добыли — 7,35 млн пудов нефти — 6,7 %.
Грозненский район нефтегазовых месторождений входит в Северо-Кавказкий нефтегазоносный регион России. Нефтеносные площади сосредоточены в районах Сунженского и Терского хребтов и Чёрных гор. Грозненский район, наравне с Бакинским — один из самых первых нефтедобывающих регионов СССР. Начало промышленной добычи нефти было положено ещё в 1893 году, когда в Старогрозненском районе забил первый фонтан нефти с глубины свыше 130 метров. За столетнюю историю отрасли из недр земли было извлечено 420 млн тонн нефти.
Наибольшие месторождения: Новогрозненское (Октябрьское) и Старогрозненское (с нефтеносными площадями Ташкала и Солёная балка). Месторождения нефти подступают к антиклинальным складкам, обычно опрокинутым и осложнённым разрывами. Основные залежи нефти принадлежат к песчаникам продуктивной толщи караганского и чокракского горизонтов среднего миоцена. Нефть — парафинистая, с высоким содержанием лёгких фракций (в частности, бензина). Геологическая разведка Грозненского нефтеносного района началось со второй половины XIX века, а промышленная добыча — с 1890-х годов. В конце XIX века в Грозненском нефтепромышленном районе утвердились 7 английских компаний с капиталом в 11 млн руб., отодвинув на второй план французских Ротшильдов, которым до этого принадлежало там лидирующее место среди иностранных фирм. В 1913 году было открыто Новогрозненское месторождение. Основными владельцами грозненских нефтепромыслов были крупнейшие мировые нефтяные компании и концерны: «Нобель», «Шелл», «Ойл», «Твиди-Андрейс», др. К 1914 году в нефтяной промышленности на территории Грозненского нефтеносного района в процентном соотношении: английский капитал составлял 36 %, русский — 27 %, французский — 18 %, бельгийский — 10 %, голландский — 9 процентов.
За годы Советской власти введены в эксплуатацию крупнейшие месторождения: в 1934 — Малгобекнефть, в 1937 — Горагорское, в 1941 — Ойсунгур, в 1945 — Ташкала. Чечено-Ингушетия являлась вторым после Азербайджана нефтяным центром СССР, (средняя добыча нефти к началу второй мировой войны составляла ежегодно от 3-х до 4-х миллионов тонн, а исследованные запасы её исчислялись в 1,5 миллиарда).
ГРОЗНЫЙ, 2 сентября 1937 года (ТАСС). Вчера на Гудермесском хребте из разведочной скважины № 7, пробурённой бригадой мастера тов. Струнцова, ударил сильный нефтяной фонтан. Он бьёт из глубины в 203 метра. Дебит скважины ещё не определён.

Этот фонтан — новое, свидетельство огромных богатств грозненских нефтяных районов. Враги народа, троцкистские вредители проповедовали «теорию» об истощении запасов нефти в Грозном, срывали освоение Малгобека и разведки на горе Горской и на Гудермесском хребте. Только в этом году (после нескольких лет перерыва) возобновились разведки на Гудермесском хребте. Сейчас здесь испытывается скважина № 6, в которой обнаружена нефть.
Разведочное бурение на старых площадях подтвердило наличие крупных залежей нефти в западной части района. Были разведаны и введены в эксплуатацию крупные месторождения природного газа. Нефтяная промышленность района была представлена промыслами: «Старогрознефть», «Октябрьнефть», «Малгобекнефть», «Горскнефть» и «Гудермеснефть», а также нефтеперерабатывающими заводами в Грозном. На разрабатываемых месторождениях использовалось турбинное бурение, позволяющее применять метод спирально-направленного бурения (впервые в СССР разработанный и применённый на нефтяных полях Ташкалы), поддержание пластового давления и гидравлического разрыв нефтяных пластов. Внедрение передовой технологии переработки нефти способствовало увеличению отбора светлых нефтепродуктов и высокооктановых бензинов. Были освоены новые виды нефтяной продукции. Нефть транспортировалась по нефтепроводам Грозный — Махачкала, Грозный — Затеречный, Малгобек — Грозный. Грозный был соединён продуктопроводом с Армавиром и Туапсе.
К началу Великой Отечественной войны основной отраслью экономики ЧИАССР были добыча и переработка нефти. Грознеский район по нефтедобыче занимал второе место в Советском союзе после Бакинского. Для быстрой централизации управление производственным процессом был основан Грознефтекомбинат, объединивший тресты «Октябрьнефть», «Старогрознефть», «Малгобекнефть», «Грознефтепереработка» и «Грознефтеразведка».
В 1950-х годах была открыта практическая нефтеносность верхнемеловых отложений, дебит скважин из которых составлял до 3 тысяч тонн в сутки. Было начато интенсивное освоение мезозойских отложений, залежи разведанных запасов которых составляли десятки миллионов тонн (к настоящему времени эти запасы находятся на последней стадии добычи). Была приостановлена разведка караган-чокракских горизонтов. При этом верхнемеловые отложения на большой территории остались неизученными. Представляются перспективными нижнемеловые и юрские отложения. Есть возможность повышения добычи в результате анализа возвратного и восстановленного фонда разведочных и эксплуатационных скважин.
По состоянию на 2010 год в Чечне открыто более 150 залежей нефти и газа в пределах 22 месторождений, запасы каждого из которых составляют от сотен тысяч до миллионов тонн нефти без учёта свободного и растворённого газа. Месторождения залегают в сарматских и верхнеюрских отложениях на глубинах от 200 до 6000 м. Здесь впервые в мировой практике были разработаны и применены на практике новые технологии бурения и добычи: наклонное и кустовое бурение, закачка попутного газа в низкодебитовые скважины для увеличения нефтеизвлечения. Опыт научных и производственных коллективов республики был широко востребован как внутри страны, так и за её пределами.

## Галерея

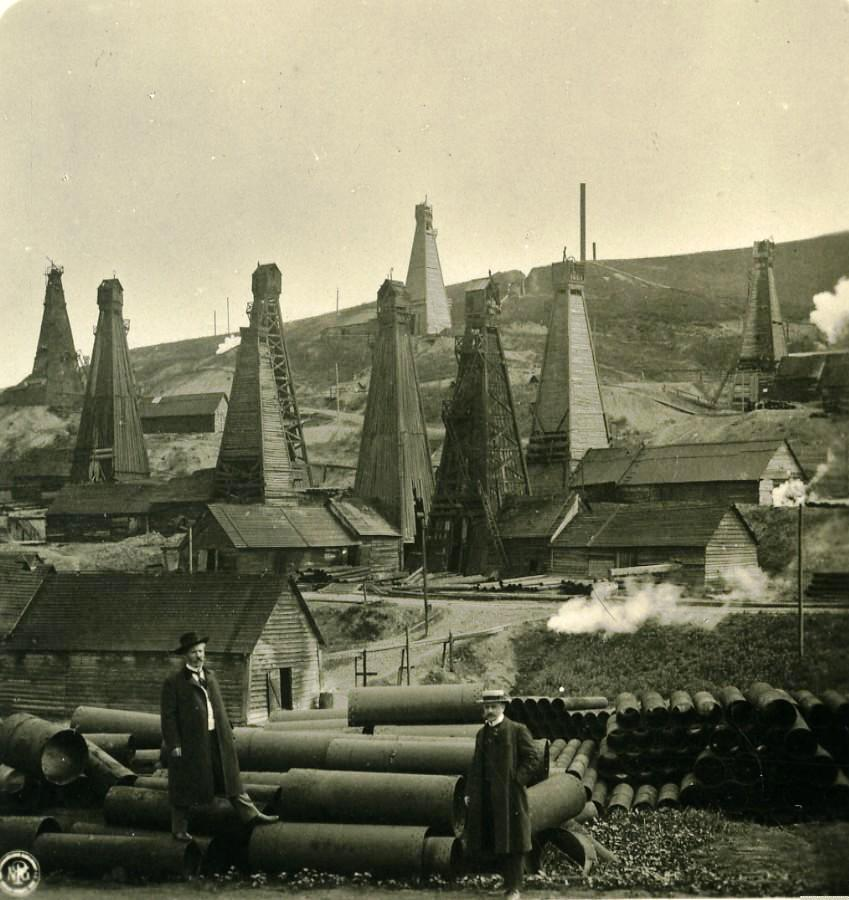
Нефтяные промыслы, 1906 год
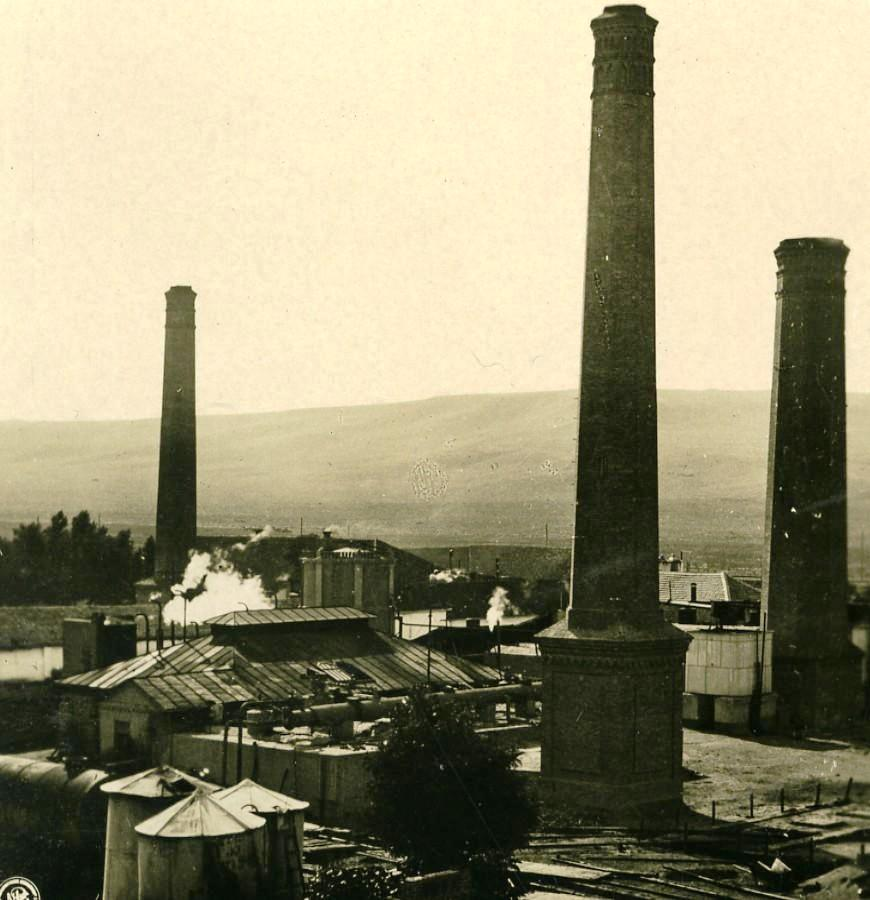
Керосиновый завод «Ахвердов и Ко», 1906 год
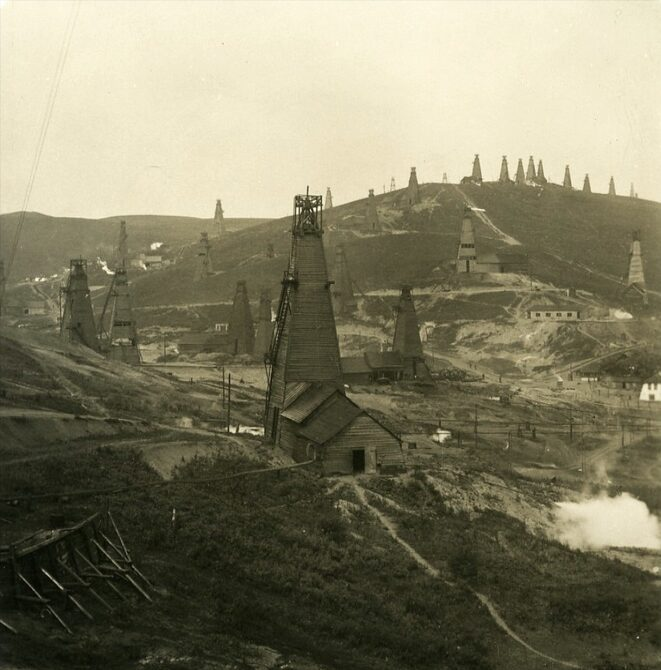
Нефтяные месторождения в Грозном, 1905 год
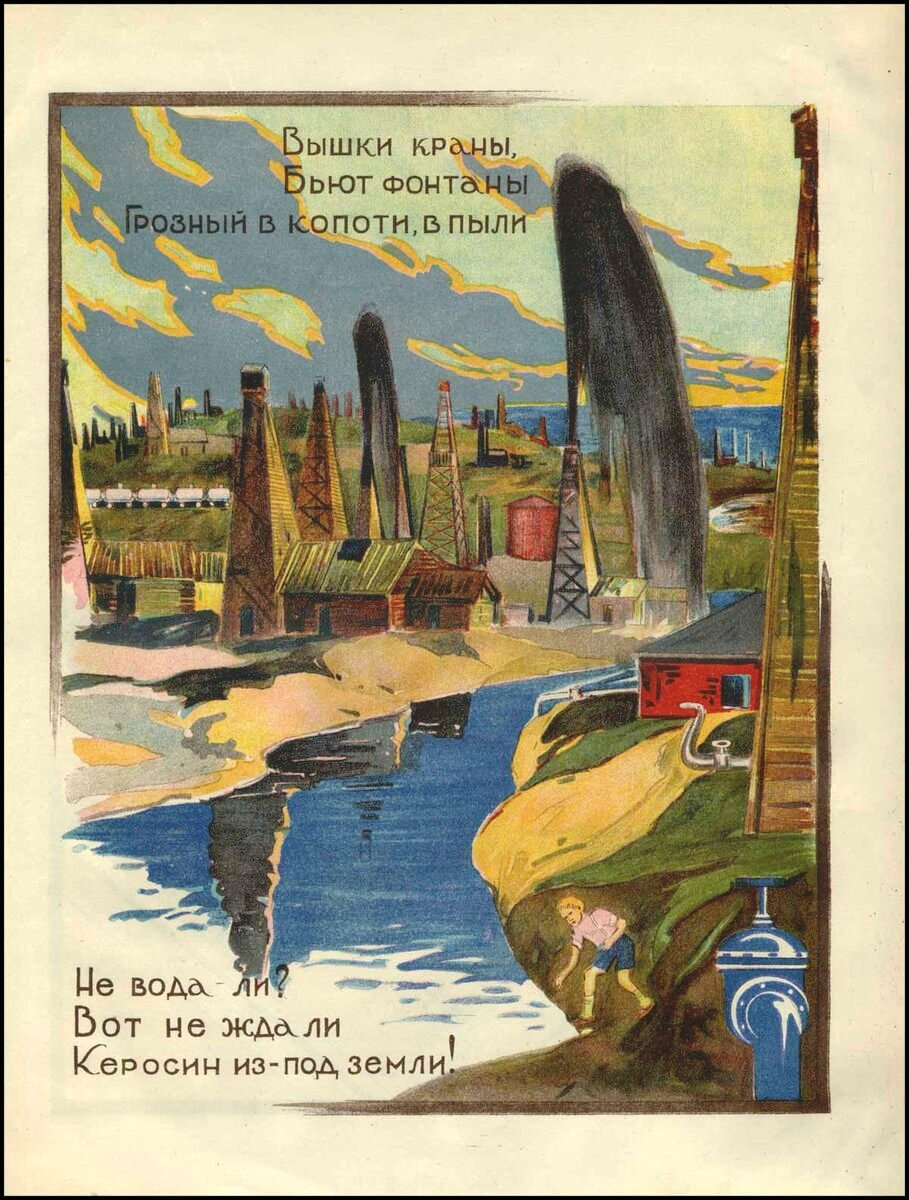
Иллюстрация из книги Н. Л. Янчевского 1927 год.
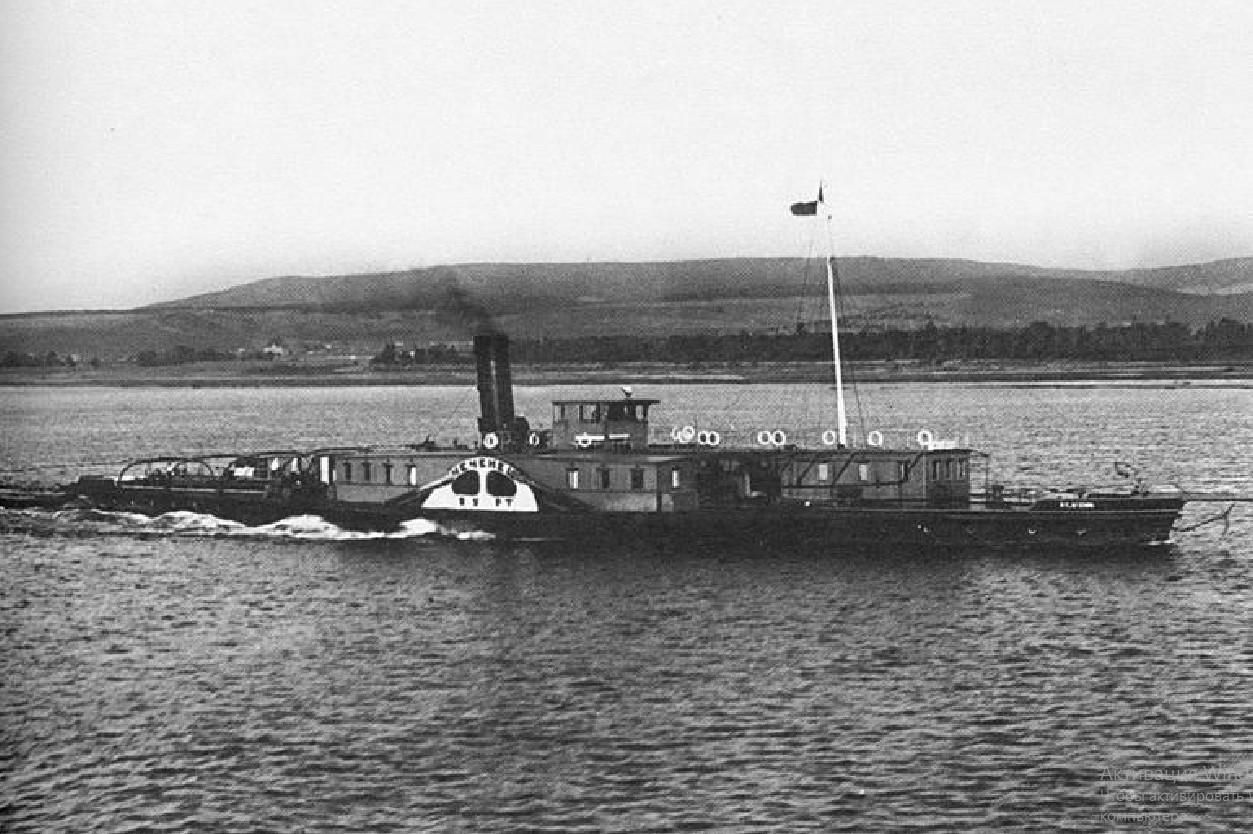
Крупный буксирный пароход «Чеченец» 1890 года, принадлежавший товариществу «Бр. Нобель».

## См.также
- Промышленность Чечни
- Северо-Кавказский нефтегазоносный бассейн
- Старогрозненское газонефтяное месторождение